# 마리아 아나 폰 바이에른 공녀 (1551년)

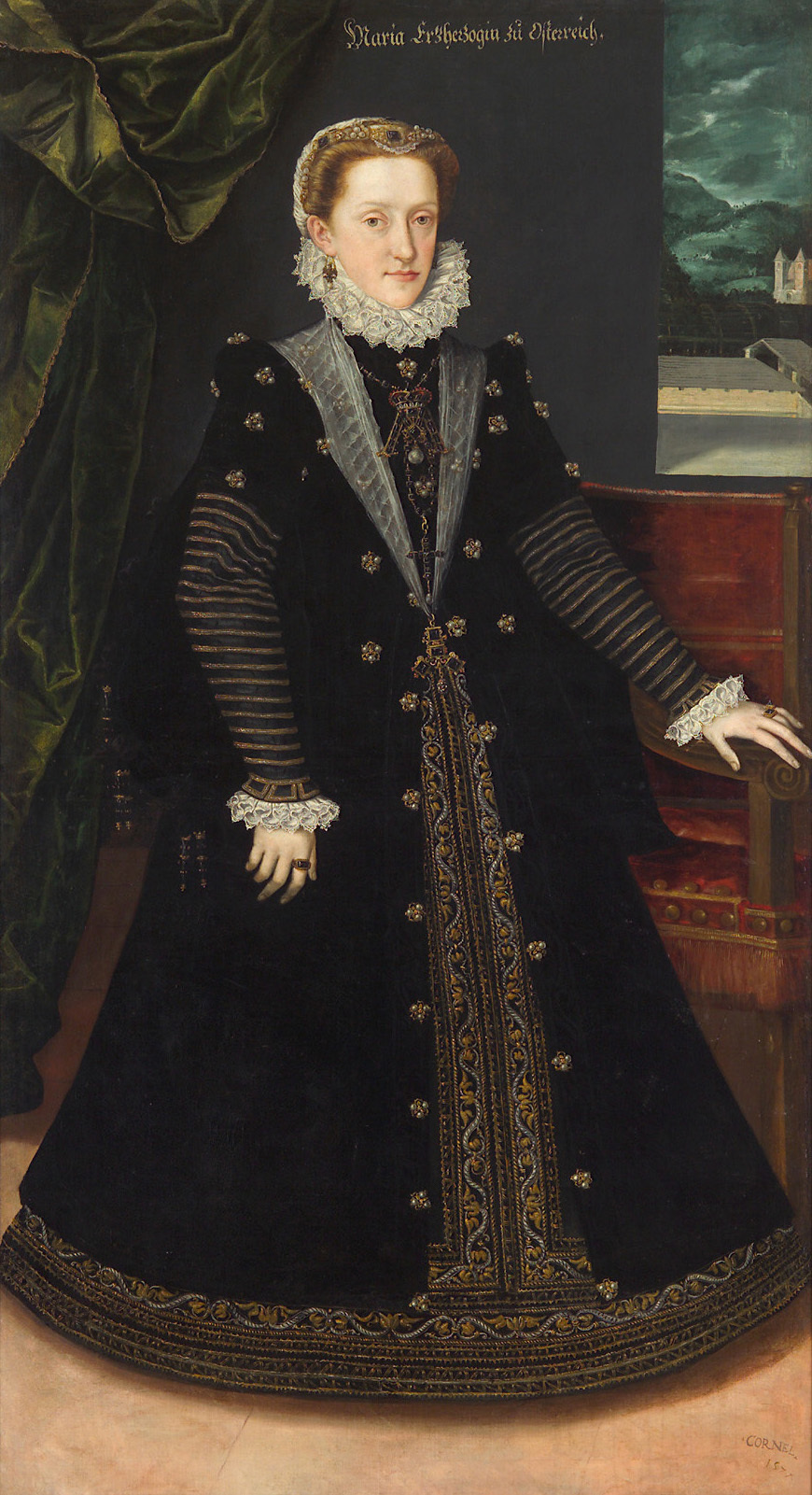
바이에른의 마리아 아나

바이에른의 마리아 아나(Maria Anna von Bayern, 1551년 3월 21일 ~ 1608년 4월 29일)는 오스트리아 대공 카를 2세의 배우자로 바이에른 공작 알브레히트 5세와 공작 부인 아나의 큰딸이다.
마리아 아나는 1571년 8월 26일 외삼촌 카를 2세와 결혼해 15명의 자녀를 두었다.

## 자녀
- 페르디난트(1572)
- 아나(1573~1598) 폴란드 왕비
- 마리아 크리스티나(1574~1621) 트란실바니아 공작 부인
- 카타리나 레나타(1576~1595)
- 엘리자베트(1577~1586)
- 페르디난트 2세(1578~1637) 신성 로마 제국 황제
- 카를(1579~1580)
- 그레고리아 막시밀리아네(1581~1597)
- 엘레오노레(1582~1620)
- 막시밀리안 에른스트(1583~1616)
- 마르가레테(1584~1611) 스페인 왕비
- 레오폴트(1586~1632)
- 콘스탄체(1588~1631) 폴란드 왕비
- 마리아 마그달레나(1589~1631) 토스카나 대공비
- 카를(1590~1624)